# Fricativa lateral retroflexa sonora
A fricativa lateral retroflexa sonora um tipo de fonema. O AFI não tem símbolo para esse fonema, embora haja uma letra extIPA para ele.

## Características
- Sua forma de articulação é fricativa, ou seja, produzida pela constrição do fluxo de ar por um canal estreito no local da articulação, causando turbulência.[1][2]
- Seu local de articulação é retroflexo, o que significa prototipicamente que ele está articulado subapical (com a ponta da língua enrolada para cima), mas de forma mais geral, significa que é pós-alveolar sem ser palatalizado. Ou seja, além da articulação subapical prototípica, o contato da língua pode ser apical (pontiagudo) ou laminal (plano).[1][2]
- Sua fonação é expressa, o que significa que as cordas vocais vibram durante a articulação.
- É uma consoante oral, o que significa que o ar só pode escapar pela boca.[1][2]
- É uma consoante lateral, o que significa que é produzida direcionando o fluxo de ar para os lados da língua, em vez de para o meio.[1][2]
- O mecanismo da corrente de ar é pulmonar, o que significa que é articulado empurrando o ar apenas com os pulmões e o diafragma, como na maioria dos sons.[1][2]

## Ocorrência
| Língua | Língua | Palavra              | AFI                  | Significado          | Notas |
| ------ | ------ | -------------------- | -------------------- | -------------------- | ----- |
| Ao     | Ao     | [exemplo necessário] | [exemplo necessário] | [exemplo necessário] |       |